# Salzgrabenhöhle
Salzgrabenhöhle – jaskinia krasowa w Niemczech, w Alpach Salzburskich.
W Salzgrabenhöhle występuje system obszernych korytarzy, komór oraz studni.